# Coccodiella translucens
Coccodiella translucens är en svampart som först beskrevs av J.H. Mill. & Burton, och fick sitt nu gällande namn av I. Hino & Katum. 1968. Coccodiella translucens ingår i släktet Coccodiella och familjen Phyllachoraceae.   Inga underarter finns listade i Catalogue of Life.